# 프래터니티와 소로리티
프래터니티(fraternity)와 소로리티(sorority)는 미국과 캐나다의 대학에서 학내 동호회를 일컫는 말이다. 학부생을 위한 오랜 전통의 사교모임이며, 참여학생들은 각자의 프레터니티 전용 기숙사에서 공동체 생활을 하고 학과 활동과 행사를 한다. 하지만 이들의 폐쇄적인 문화와 신입생에 대한 강압적인 신고식으로 인해 사회 문제로 대두되어 이를 폐지하려는 대학 또한 생겨나고 있다.

## 같이 보기
- 동문회
- 아너 소사이어티
- 비밀결사
- 총학생회